# ハトシェプスト
ハトシェプスト（英: Hatshepsut, ? - ? ）は、エジプト第18王朝の王妃およびファラオ（在位：紀元前1479年頃 - 紀元前1458年頃）。

## 概要
父はトトメス1世、母はイアフメス。夫はトトメス2世、娘はネフェルウラー。
トトメス2世は遺言で妾腹の息子トトメス3世を後継者に指名したが、トトメス3世は幼かったため、以後22年間にわたり共治王を務めた。公的な場では男装し、あごに付け髭をつけていたと伝えられる。ハトシェプストの意味は「最も高貴なる女性」である。
即位については、トトメス3世を無視してファラオの地位まで登りつめるほどの野心家であったと見るか、夫の遺言を守るために幼い継子が成人するまでの「つなぎ」を果たそうとしたと見るかで、諸説ある。
治世は穏健で、戦争を好まずに平和外交によって統治した。ハトシェプストの死後に事跡はトトメス3世によって抹消されたという解釈が一般的だが、エジプト人の考古学者ザヒ・ハワスは、ハトシェプストとトトメス3世の仲は良好で、事跡を抹消したのは女性であるハトシェプストがファラオとして君臨したことを快く思わない者たちではないか、と発言している。なお『旧約聖書』「出エジプト記」でモーセをナイル川で拾って育てた義母は彼女とも言われている。

## ハトシェプストのミイラ
2007年6月、エジプト政府はハワード・カーターらにより1903年に王家の谷「KV60」で発見された女性のミイラをハトシェプストと特定したと発表した。特定の決め手は、長年ハトシェプストのミイラであるとされてきた身元不明女性のミイラの歯の一部が、ハトシェプストの名を刻んだカノプス壺から発見されたことによる。
KV60には、棺に入れたミイラと、そのまま横たえられたミイラが2つあり、この状況から1990年までは、このミイラは重要なものであるとは考えられておらず、KV60に葬られたままになっていた。

## ハトシェプストを扱った作品
- 漫画
  - 里中満智子『海のオーロラ』（1978年 - 1980年）
  - 山岸凉子『ハトシェプスト』（1995年 - 1996年）
  - 犬童千絵『碧いホルスの瞳 -男装の女王の物語-』（2014年 - 2021年）